# اشلند (کنتاکی)
اشلند (به انگلیسی: Ashland) شهری در ایالت کنتاکی کشور ایالات متحده آمریکا است که جمعیت آن در سرشماری سال ۲۰۱۰ میلادی، ۲۱٬۶۸۴ نفر بوده‌است.